# NGC 3237
NGC 3237 (również PGC 30610 lub UGC 5640) – galaktyka soczewkowata (SB0), znajdująca się w gwiazdozbiorze Wielkiej Niedźwiedzicy. Odkrył ją William Herschel 18 marca 1787 roku. Jest to galaktyka z aktywnym jądrem typu LINER.